# New Richmond (Virginia Occidental)
New Richmond es un lugar designado por el censo ubicado en el condado de Wyoming en el estado estadounidense de Virginia Occidental. En el Censo de 2010 tenía una población de 238 habitantes y una densidad poblacional de 205,58 personas por km².

## Geografía
New Richmond se encuentra ubicado en las coordenadas 37°34′28″N 81°29′11″O / 37.57444, -81.48639. Según la Oficina del Censo de los Estados Unidos, New Richmond tiene una superficie total de 1.16 km², de la cual 1.12 km² corresponden a tierra firme y (3.58%) 0.04 km² es agua.

## Demografía
Según el censo de 2010, había 238 personas residiendo en New Richmond. La densidad de población era de 205,58 hab./km². De los 238 habitantes, New Richmond estaba compuesto por el 98.32% blancos, el 0.42% eran afroamericanos, el 0% eran amerindios, el 0% eran asiáticos, el 0% eran isleños del Pacífico, el 0% eran de otras razas y el 1.26% pertenecían a dos o más razas. Del total de la población el 0% eran hispanos o latinos de cualquier raza.